# 安永東之助
安永 東之助（やすなが とうのすけ、1872年11月 - 1905年11月17日）は大陸浪人。日露戦争における特別任務隊満洲義軍隊員・掩撃隊第一隊長。玄洋社社員。

## 経歴

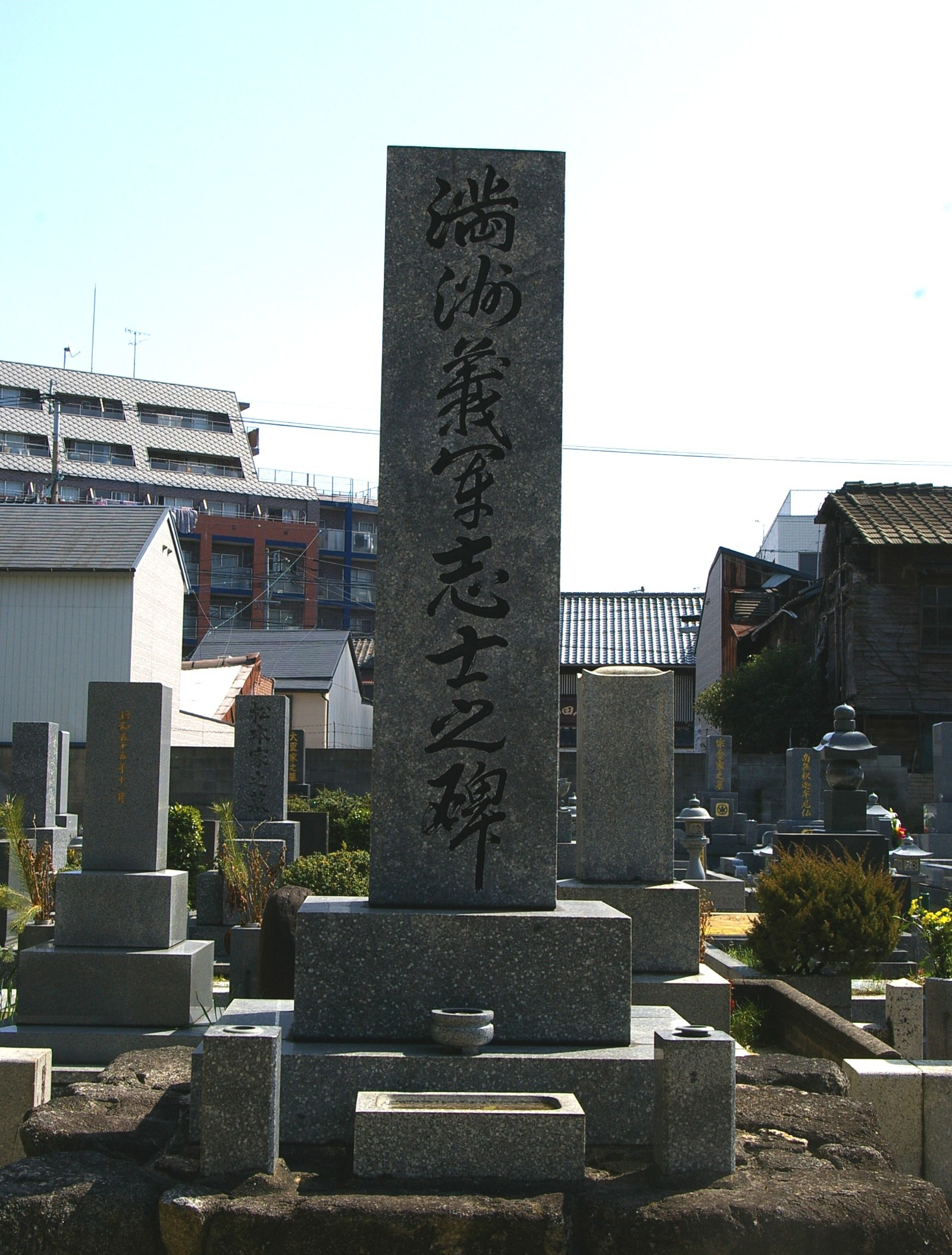
滿洲義軍志士之碑
福岡市崇福寺

福岡市西方寺前町（現・博多区奈良屋町）に、旧福岡藩士の子として生まれる。1891年、福岡県立尋常中学修猷館を卒業後、玄洋社に参加。1892年の第2回衆議院議員総選挙では、品川弥二郎の選挙干渉に玄洋社社員として協力し、反対派運動員を喧嘩で倒して4ヶ月の実刑を受けている。出獄後、1893年に上京し、東京美術学校に入学して2年間絵画を学び、傍ら採炭測量製図術の研究も行う。日清戦争においては、朝鮮渡航を企てたが果たせなかった。
1899年、玄洋社を通じて親交のあった内田良平等の勧めにより、農商務省の実業練習生となって上海に赴き、長江沿岸を中心に鉱業などの実地研究を行う。傍ら、孫文や楊衛雲、平山周、末永節、内田良平、大原義剛、小山雄太郎、宮崎滔天、清藤幸七郎、可児長一等の日中両国の志士達と親交を深めた。1901年、帰国して九州日の出新聞に入社し、1903年に九州日報に転じて、政治欄などに健筆を揮った。
1904年2月、日露戦争が開戦すると、玄洋社の同志である柴田麟次郎、小野鴻之助等と共に、戦地での特別任務を志して上京し、頭山満、山座円次郎等を通じて当局に従軍の志願を申し出て受け入れられた。安永の計画としては、満洲に赴き中国の志士達を糾合して義勇軍を組織することであったが、当時当局においても満洲で行動する特別任務隊を編成する計画を練っていたため、偶然その希望に合致し、参謀本部の福島安正の同意を得て、同年5月17日、柴田麟次郎、小野鴻之助と、志を同じくする大川愛次郎、福住克己（後に金子と改姓）、真藤慎太郎、福島熊次郎、萱野長知の7名と共に、陸軍歩兵少佐花田仲之助の指揮下に入り、陸軍の通訳官の名目で出征する。
1904年6月に満洲安東県に入り、馬賊や中国民衆に呼びかけて4個隊を編成して、ここに特別任務隊「満洲義軍」が誕生した。最盛期には隊員5000人を数えたという。その後、満洲義軍で30回以上もの戦闘に参加し、関時太郎掩撃隊統領の指揮下で、敦化県額木索や吉林省通化を占領するなど、華々しい戦果を挙げている。
日露戦争講和後の1905年10月27日、満洲義軍は解散式を行い、義軍の同志の多くは帰国したが、安永は満洲に留り、農商務省派遣の満洲利源調査委員の資源調査に協力するため、通化の東方の鉄廠に赴き、そこで同年11月17日、海龍城巡捕長劉宝書の率いる一隊に狙撃され死去した。没後、従軍中の功により勲六等旭日章を授与された。
後の1913年2月18日、辛亥革命を成し遂げて来日した孫文は、戴天仇、宮崎滔天等と共に、福岡市の崇福寺に安永東之助の墓参に訪れている。